# 理想精密
株式会社理想精密（りそうせいみつ、英: RISOH PRECISION.Co.Ltd.）は、金属加工・難加工を得意とする企業である。

## 事業所所在地
- 本社 -岐阜県安八郡輪之内町福束1529